# تشنج وعائي تاجي
يشير التشنج الوعائي التاجي (بالإنجليزية: Coronary vasospasm)‏ إلى إصابة الشريان التاجي المفاجئة بانسداد مؤقت تام أو تحت تام.
في عام 1959، وصف برينزميتال وآخرون نوعًا من الألم الصدري الناتج عن التشنج الوعائي التاجي، وأشاروا إليه بصفته شكلًا متغيرًا من الخناق الصدري التقليدي. بالتالي، أُبلغ عن هذا الخناق وأشير إليه في المؤلفات العلمية باسم خناق برينزميتال. ميزت دراسة لاحقة هذا النوع من الخناق عن الخناق الصدري التقليدي تمييزًا أكبر من خلال إظهار الشرايين التاجية الطبيعية عبر القسطرة القلبية. تختلف هذه الموجودات عن الموجودات النموذجية في الخناق الصدري النموذجي، والذي تظهر فيه عادةً لويحات تصلب عصيدي عبر القسطرة القلبية.
حين يحدث التشنج الوعائي التاجي يؤدي الانسداد إلى إقفار مؤقت. قد يلي التشنج طيف واسع من الأعراض أو التظاهرات، تتراوح من الإقفار القلبي غير العرضي، والذي يُشار إليه أحيانًا باسم الإقفار الصامت، إلى الاحتشاء القلبي وصولًا إلى الموت القلبي المفاجئ.

## العلامات والأعراض
يؤدي التشنج الوعائي التاجي تقليديًا إلى ألم صدري أثناء الراحة، ويُعرف أيضًا باسم الخناق التشنجي الوعائي. يعد الألم الصدري أكثر شيوعًا في أوقت معينة من اليوم، خصوصًا من أواخر الليل حتى الصباح المبكر. قد تترافق هذه النوبات مع الغثيان والإقياء والتعرق البارد وحتى الإغماء. يترافق التشنج الوعائي التاجي أيضًا مع الوهن والتعب وضيق التنفس والخفقان. قد تمثل هذه الأعراض أحيانًا التظاهرات الأولية، وقد تحدث أيضًا بالتزامن مع الألم الصدري.
تتواجد حالات من التشنج الوعائي التاجي لا تظهر فيها أعراض مطلقًا، ما يؤدي إلى حدوث نوبات من الإقفار القلبي الصامت أو غير العرضي.

### المضاعفات
قد يحدث طيف واسع من المتلازمات القلبية الإقفارية المختلفة بناءً على مدة بقاء الانسداد. فد تؤدي النوبات الأقصر من الانسداد إلى ما يُشار إليه باسم الإقفار القلبي الصامت نظرًا لطبيعته اللاعرضية. قد تترافق هذه النوبات أيضًا مع اضطرابات النظم. قد تؤدي النوبات الأطول من الانسداد إلى خناق مستقر أو غير مستقر واحتشاء قلبي وموت قلبي مفاجئ.

## عوامل الخطر
على عكس الخناق الصدري التقليدي، يُعتقد أن عوامل الخطر القلبية الوعائية التقليدية ليست مرتبطة ارتباطًا ذي أهمية بالتشنج الوعائي التاجي. يُستثنى التدخين من ذلك، إذ يُعتقد أنه يمثل عامل خطر قابلًا للتعديل للخناق التشنجي الوعائي.
تتواجد العديد من العوامل التي يُعتقد أنها تعجل في حدوث نوبات التشنج الوعائي التاجي أو تحرضها. تعمل العديد من هذه العوامل عبر التأثير على الجهاز العصبي الذاتي. تمثل زيادة نشاط الجهاز العصبي الودي إحدى الآليات التي يحدث عبرها هذا المرض. يؤدي التدفق الودي الناتج إلى تأثيرات مقبضة للأوعية في الأوعية الدموية. على سبيل المثال، قد يحرض استخدام الكوكايين تشنجًا وعائيًا في الشرايين التاجية عبر تأثيره في المستقبلات الأدرنرجية ما يسبب تقبض الأوعية. تعتبر التمارين الرياضية والطقس البارد والنشاط البدني أو المجهود والإجهاد العقلي وفرط التهوية من العوامل المؤثرة الإضافية.

## تاريخ
وُصف الألم الصدري الناتج عن تشنج الأوعية التاجية في المؤلفات الطبية من قبل برينزميتال وآخرين في عام 1959. أدى هذا الاكتشاف إلى الإشارة إلى هذا النوع من الخناق الصدري في المؤلفات العلمية باسم خناق برينزميتال. ميزت دراسة لاحقة هذا الخناق الصدري عن الخناق الصدري التقليدي إذ أظهرت النتائج أن المرضى المصابين بألم صدري ناتج عن تشنج الأوعية التاجية يفتقرون إلى دليل على وجود تصلب شرايين عند إجراء قسطرة القلب. يُعرف الخناق الصدري الناتج عن تشنج الأوعية التاجية أيضًا باسم الخناق الصدري المتغير.